# Coniopteryx lobifrons
Coniopteryx lobifrons är en insektsart som beskrevs av Murphy och Lee 1971. Coniopteryx lobifrons ingår i släktet Coniopteryx och familjen vaxsländor. Inga underarter finns listade i Catalogue of Life.